# Indische Badmintonmeisterschaft 1971/72
Die Indische Badmintonmeisterschaft der Saison 1971/72 fand vom 19. bis zum 24. Februar 1972 in Madras statt. Es war die 36. Austragung der nationalen Titelkämpfe im Badminton in Indien. Aufgrund politischer Unruhen wurde nicht am ursprünglich geplanten Termin vom 12. bis zum 19. Dezember 1971 gespielt.

## Titelträger
| Disziplin    | Sieger                       |
| ------------ | ---------------------------- |
| Herreneinzel | Prakash Padukone             |
| Dameneinzel  | Shobha Moorthy               |
| Herrendoppel | Dipu Ghosh Suresh Goel       |
| Damendoppel  | Shobha Moorthy Morin Mathias |
| Mixed        | Asif Parpia Morin Mathias    |